# 튀외미에스
《튀외미에스》(핀란드어: Työmies→노동자)는 1895년부터 1918년까지 헬싱키에서 간행된 신문이다. 핀란드 최초의 노동계 언론이었다. 1906년부터 핀란드 사회민주당의 당보 역할을 했다.
1899년까지는 주간지로 발행되었고, 그 이후로는 주 6회 발행되었다. 1910년대에 구독수가 크게 증가하여 헬싱긴 사노마트, 우시 수오메타르, 후부드스타드스블라데트와 함께 4대 언론에 들었다. 1917년에는 발행부수가 8만 부가 되었다. 1918년 4월 핀란드 내전에서 적군이 패배하면서 폐간당했다. 같은 해 핀란드 사민당의 새 당보로 수오멘 소시알리데모크라티가 창간되었다.